# Albrecht I. Medvěd
Albrecht I. Medvěd, též zvaný Sličný (německy: Albrecht der Bär; 1100 – 18. listopad 1170) z rodu Askánců, syn hraběte Oty Bohatého. Byl markrabě Severní marky, od roku 1157 první markrabě braniborský jako Albrecht I., vévoda saský 1138–1142, hrabě z Ballenstedtu.

## Životopis

### Předpoklady moci
Albrecht byl jediný syn Oty Bohatého, hraběte z Bellenstedtu a Eiliky, dcery Magnuse Billunga, vévody saského. Roku 1123 zdědil po otci významná území v severním Sasku a po smrti matky, roku 1142, pak polovinu území rodu Billungů. Albrecht byl loajální vazal svého příbuzného, Lothara I., vévody saského, od kterého kolem roku 1123 obdržel markrabství lužické.

### Účast na českém tažení
Roku 1125 se Lothar III., římský král a budoucí císař, dostal do sporu s českým knížetem Soběslavem I., ohledně Soběslavova nástupnického práva. Celý spor vyvrcholil vojenským tažením krále do Čech. Albrecht Medvěd se tohoto tažení zúčastnil. V bitvě u Chlumce, roku 1126, bylo Lotharovo vojsko Soběslavem poraženo. Lothar i Albrecht Medvěd byli dokonce krátce nedobrovolnými hosty českého knížete.

### Markrabí Severní marky a vévoda saský

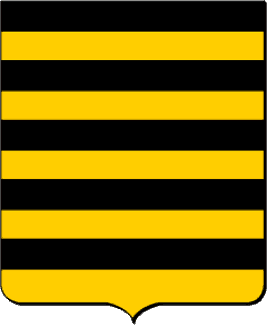
Erb Albrechta I. Medvěda

Po smrti Albrechtova švagra, Jindřicha II. († 1128), markraběte Severní Marky, usiloval Albrecht o získání jeho území. Zaútočil na Uda, Jindřichova dědice a Lothar III. mu za trest odňal vládu v Lužici. Navzdory tomu Albrecht dále Lotharovi III. loajálně sloužil a roku 1132 se zúčastnil jeho římské jízdy do Itálie, završené císařskou korunovací. Roku 1134 byl Albrecht Medvěd za své služby císařem odměněn Severní markou, která v té době byla opět bez vládce.
Po smrti císaře Lothara III. († 1137), došlo k výrazným mocenským změnám v říši. Císařskou korunu získal na dlouhá léta rod Hohenštaufů a jejich rivalové, Welfové, byli zbaveni moci a valné části nabytých území. Římský král Konrád III. roku 1137 odňal Jindřichu Pyšnému vévodství saské a udělil je Albrechtovi Medvědovi, jehož nárok na toto území byl založen na dědictví po Billunzích. Albrecht Medvěd byl však vévodou saským pouhých pět let (do roku 1142). Jindřich Lev, syn Jindřicha Pyšného, vytrvale uplatňoval na římském králi nároky na Sasko po svém otci a Konrád III. Jindřichovy nároky posléze akceptoval a roku 1142 mu Sasko vrátil. Albrecht Medvěd byl nucen Sasko opustit a uchýlil se na čas na jih Německa. Po uzavření smíru s Jindřichem Lvem a uznáním jeho vlády v Sasku byl Albrecht Medvěd odškodněn hrabstvím vímarským a orlamündským. V této době byl Albrechtu Medvědu udělen titul říšského arcikomorníka, který byl později základem pro přiznání kurfiřtského hlasu markraběte braniborského.

### Boje s Polabskými Slovany a markrabství braniborské

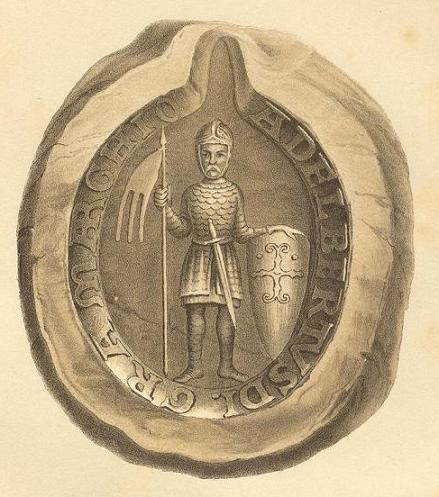
Pečeť Albrechta Medvěda

Po ovládnutí Severní Marky zaměřil Albrecht Medvěd úsilí také na ovládnutí sousedních území, obývaných pohanskými Polabskými Slovany. První mocenský tlak vyvinul vůči sousednímu slovanskému kmeni Stodoranů, jemuž vládl kníže Pribislav, později pokřtěný na Jindřicha. Donutil ho podstoupit svému synovi oblast Suchá (něm. Zauche).
Roku 1147 se jako jeden z hlavních vojenských velitelů (vedle Jindřicha Lva a dánských princů Svena a Knuta) zúčastnil křížové výpravy proti Polabským Slovanům.

Po smrti Pribislava-Jindřicha († 1151) a s pomocí jeho vdovy Petruše ovládl hlavní město Branibor. Následovalo období, v němž o moc nad Stodoranskou zemí vedl boj se synovcem Pribislava-Jindřicha Jackem (Jaxou) z Kopníku. Tomu se roku 1154, údajně za pomoci Poláků, podařilo dobýt Branibor zpět. Roku 1157 však již Albrecht Medvěd ovládl Branibor definitivně. Spojením území Severní Marky a nově dobytých územích založil roku 1157 novou Braniborskou marku a stal se první braniborským markrabětem jako Albrecht I. Na dobytém hradišti na území dnešního Berlína vybudoval hrad Špandavu.

### Stáří a smrt
Roku 1158 vykonal Albrecht Medvěd pouť do Svaté země. Roku 1162 se zúčastnil vojenského tažení císaře Fridricha Barbarossy a dobývání Milána. Zemřel 13.11.1170 pravděpodobně ve Stendalu a je společně s chotí pohřben v bývalém benediktinském klášteře Ballenstedt.

## Rodina
Albrecht Medvěd se roku 1124 oženil se Sofií z Winzenburgu († 25.3.1160) a s ní měl následující děti:
1. Ota I., markrabě braniborský († 1184)
2. Heřman I., hrabě z Orlamünde († 1176)
3. Siegfried († 1184), biskup braniborský a arcibiskup brémský
4. Jindřich († 1185), kanovník v Magdeburgu
5. Albrecht, hrabě z Ballenstedtu († po 1172)
6. Dětřich, hrabě z Werbenu († 1183)
7. Bernard, hrabě z Anhaltu a vévoda saský († 1212)
8. Hedvika († 1203), manželka Oty, markraběte míšeňského
9. dcera neznámého jména, manželka Vladislava Českého
10. Adelheida († 1162), jeptiška v Lamspringe
11. Gertruda, manželka Děpolta I.
12. Sybila († okolo 1170), abatyše v Quedlinburgu
13. Eilika